# Hôtel Bidé de la Grandville
L’hôtel Bidé de la Grandville est un hôtel particulier situé à Lille, dans le département du Nord.

## Localisation
L'hôtel est situé 26, 28 rue de Thionville, à Lille.

## Histoire
L'hôtel prend corps en 1714, par la transformation de petites maisons préexistantes en un grand hôtel particulier. En 1784, la façade sur rue est rénovée et l'aile droite de la cour transformée. En 1857, l'hôtel est acquis par Louis Désiré Blanquart-Evrard, fondateur du musée industriel, qui y apporte quelques transformations. Puis l'ensemble est divisé (religieuses de Saint-Aignan, locations, foyer civil de l'administration de la guerre, …). En 1969, l'hôtel, abandonné, est acheté par des particuliers qui engagent des travaux de sauvegarde. Au début des années 2010, l'immeuble est entièrement restauré.
Les façades et toitures sur rue et sur cour, les onze pièces à décor de boiseries et de stuc dont six au rez-de-chaussée et cinq à l'étage et la pièce des anciennes écuries au rez-de-chaussée font l'objet d'un classement au titre des monuments historiques depuis le 15 juillet 1971 tandis que l'hôtel dans sa totalité, à l'exclusion des parties classées, fait l'objet d'une inscription depuis le 5 juin 2007.

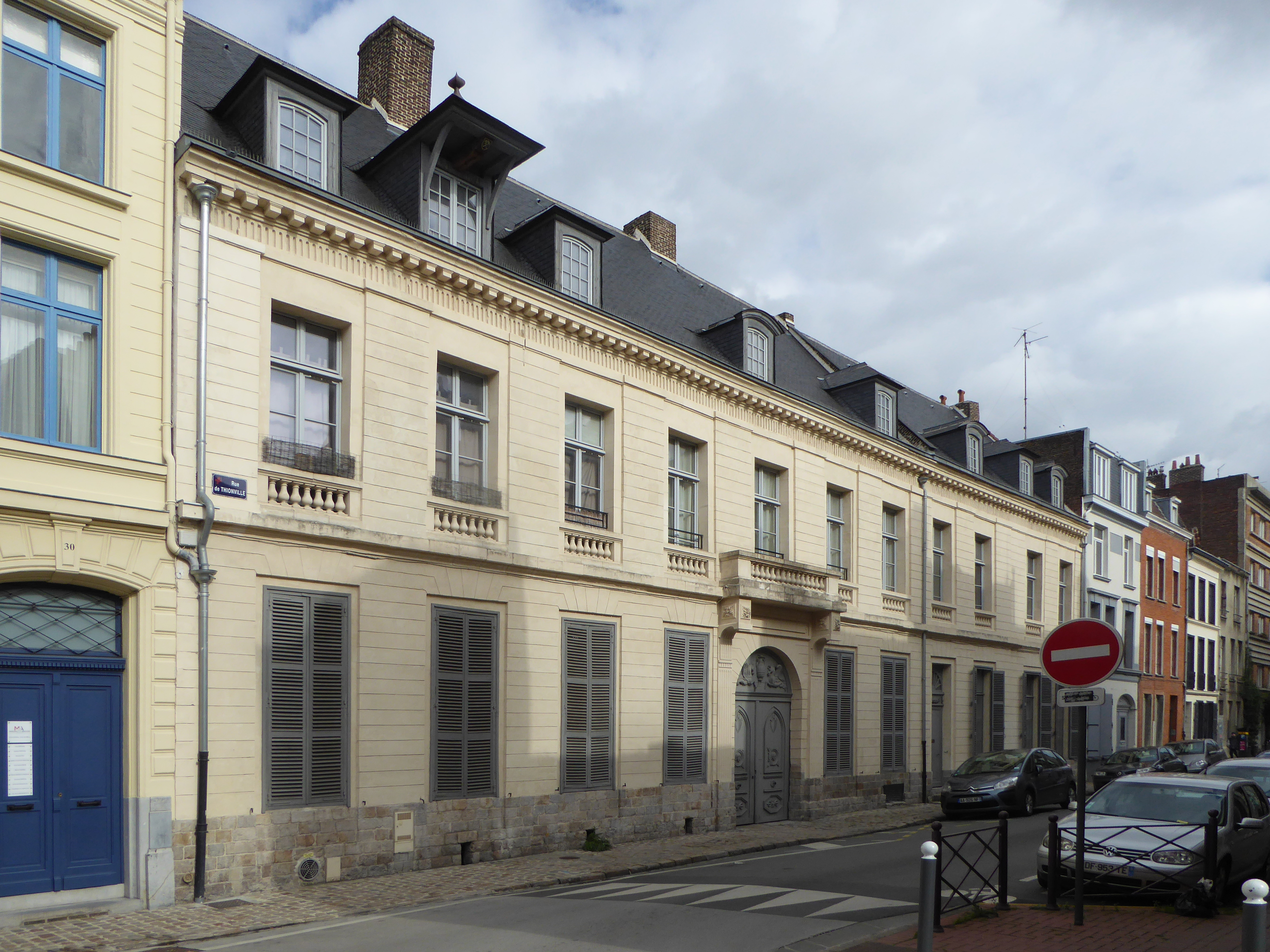
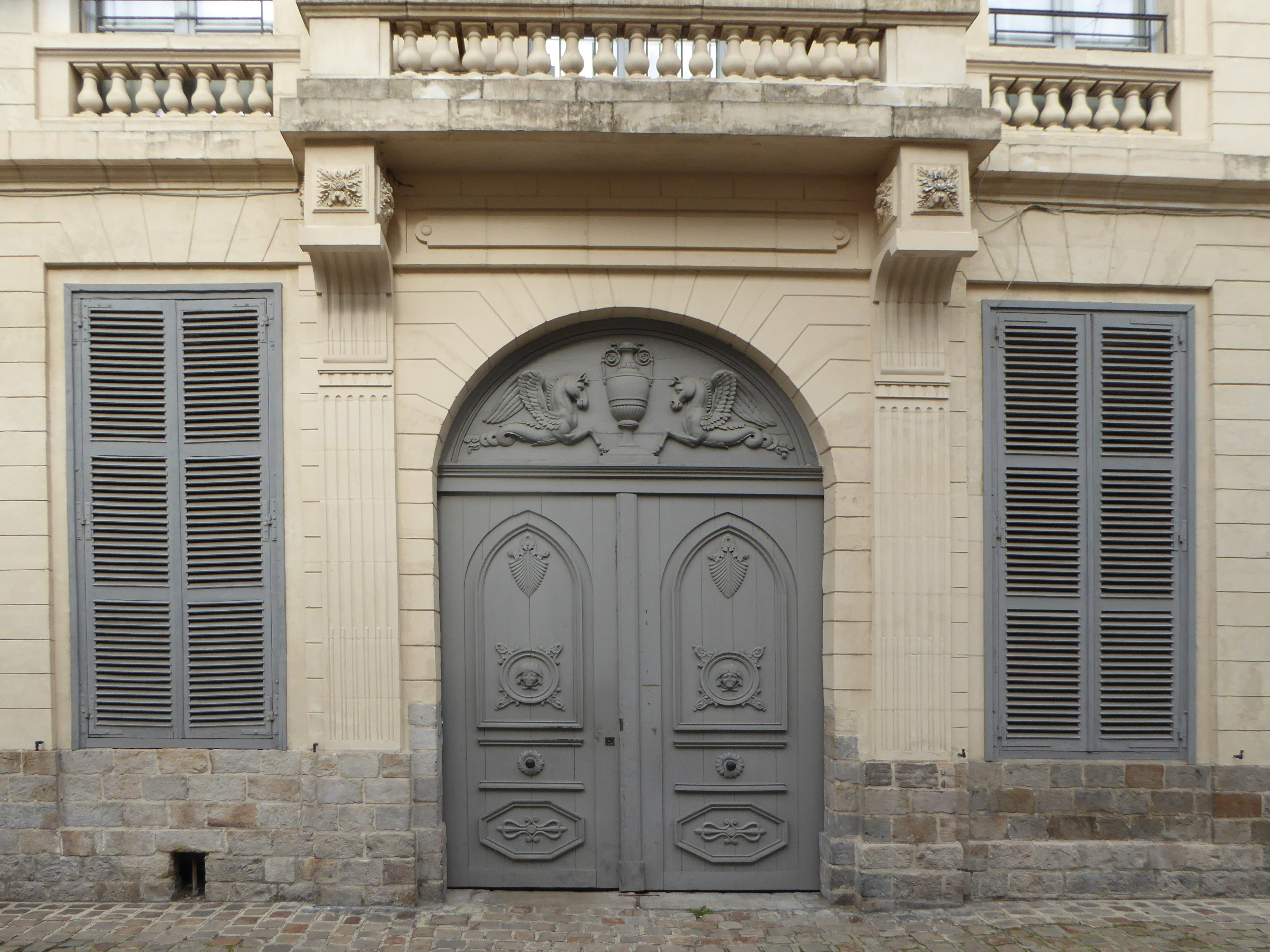